# 北海道道1128号厚岸昆布森線

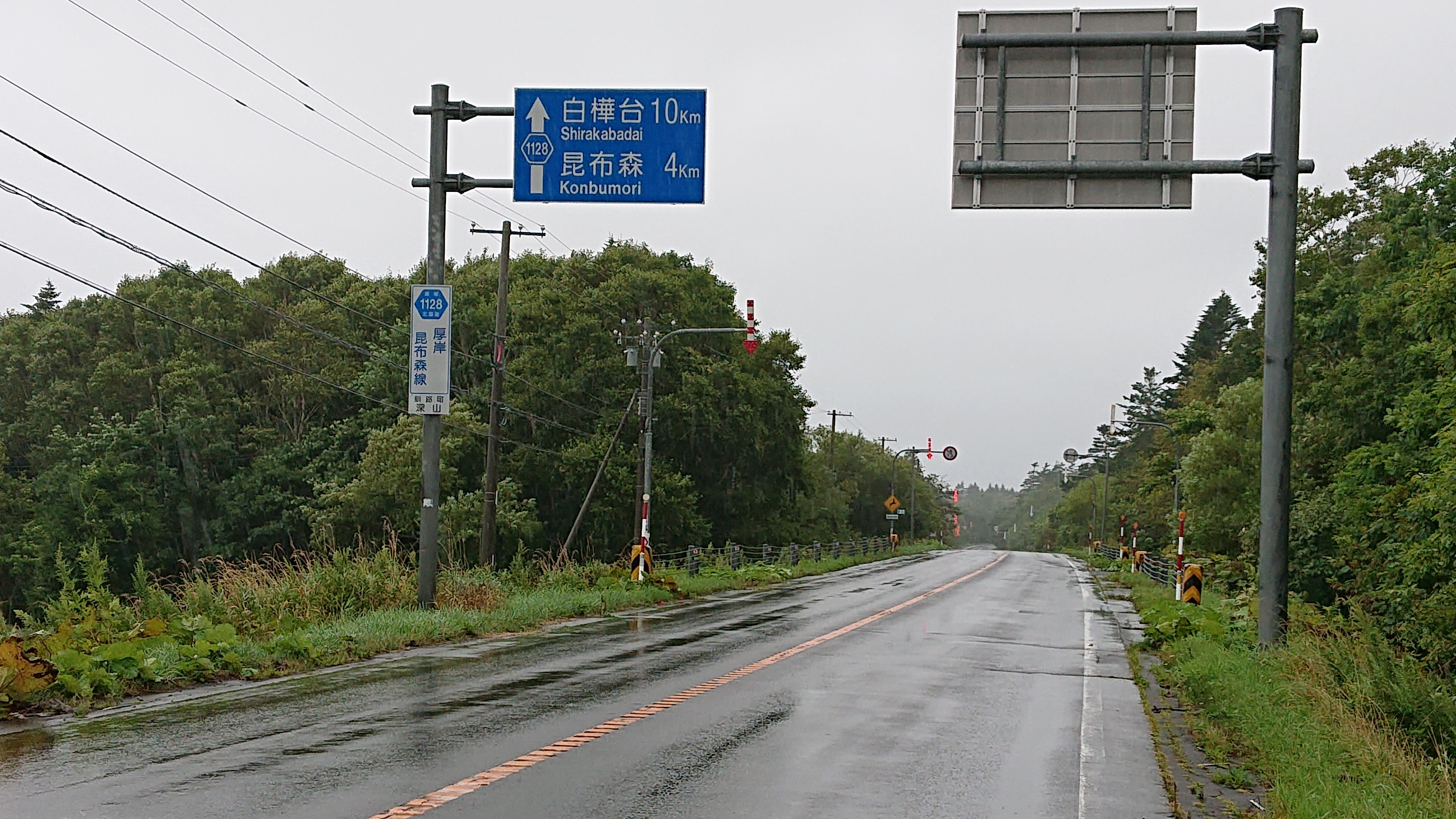
北海道道1128号厚岸昆布森線（釧路町深山）

北海道道1128号厚岸昆布森線（ほっかいどうどう1128ごう あっけしこんぶもりせん）は、北海道厚岸郡厚岸町と釧路郡釧路町を結ぶ一般道道である。

## 概要

### 路線データ
- 起点：北海道厚岸郡厚岸町太田5の通り（北海道道14号厚岸標茶線交点）
- 終点：北海道釧路郡釧路町昆布森村（北海道道142号根室浜中釧路線交点）
- 総距離：39.2 km（内、重複区間13.9 km）

## 歴史
- 1994年（平成6年）4月1日 - 路線認定[1]。

## 地理

### 通過する自治体
- 釧路総合振興局
  - 厚岸郡厚岸町
  - 川上郡標茶町
  - 釧路郡釧路町

### 主な接続道路
厚岸町
- 北海道道14号厚岸標茶線 - 太田5の通り（起点）
- 北海道道221号塘路厚岸線 - 上尾幌、尾幌（重複）
- 国道44号 - 尾幌（重複）

釧路町
- 国道44号 - 昆布森村（重複）
- 北海道道142号根室浜中釧路線 - 昆布森村（終点）